# Country rap

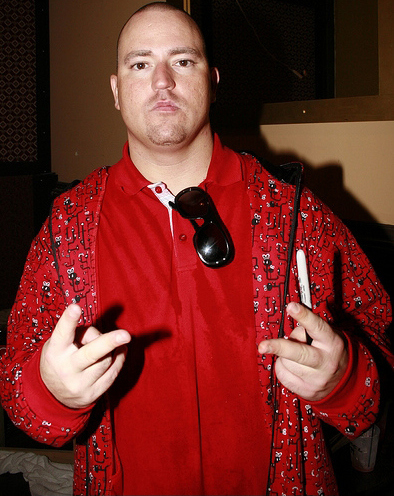
Bubba Sparxxx.

Le country rap (aussi connu sous les noms hick-hop, hill hop, hip hopry ou encore country hip-hop), est un genre musical mélangeant des éléments sonores de musique country et de hip-hop. Il est identifié comme genre à part entière. Parmi les artistes de ce genre, on compte Bubba Sparxxx,, Cowboy Troy,,, Nappy Roots, et Colt Ford. On peut aussi compter certains chanteurs rap rock avec des influences country comme Kid Rock, Yelawolf ou Everlast.
Le journaliste de musique Chuck Eddy, dans The Accidental Evolution of Rock 'n' Roll, donne pour racine au genre le travail de Woody Guthrie.
En 2019, ce genre musical a été popularisé dans le monde entier par le jeune rappeur et chanteur américain Lil Nas X, avec sa chanson Old Town Road en featuring avec Billy Ray Cyrus.

## Autres exemples
Quelques chansons peuvent être citées comme exemples d'influences rap dans la musique country comme le single I Wanna Talk About Me de Toby Keith sorti en 2001 ou Country Rap le single des Bellamy Brothers sorti en 1987. Neal McCoy enregistre lui aussi une version rap de sa chanson The Beverly Hillbillies, incluant des samples d'autres chansons rap. Cowboy Style, une chanson de l'album Rowdy de Steve Forde sorti en 2006 faisait participer les rappeurs Vanilla Ice et Barney Rubble.